# Nathanaël Jacob Horning
Pour les articles homonymes, voir Horning.
Nathanaël Jacob Horning (ou Nathanaël Jacques Horning) est un orfèvre actif à Strasbourg au XVIIIe siècle.

## Biographie
Il est reçu maître en 1774. On perd sa trace à partir de 1787 : il est déclaré « qu'il a abandonné sa femme et qu'il a déménagé ». Il semble s'être expatrié.

## Œuvre

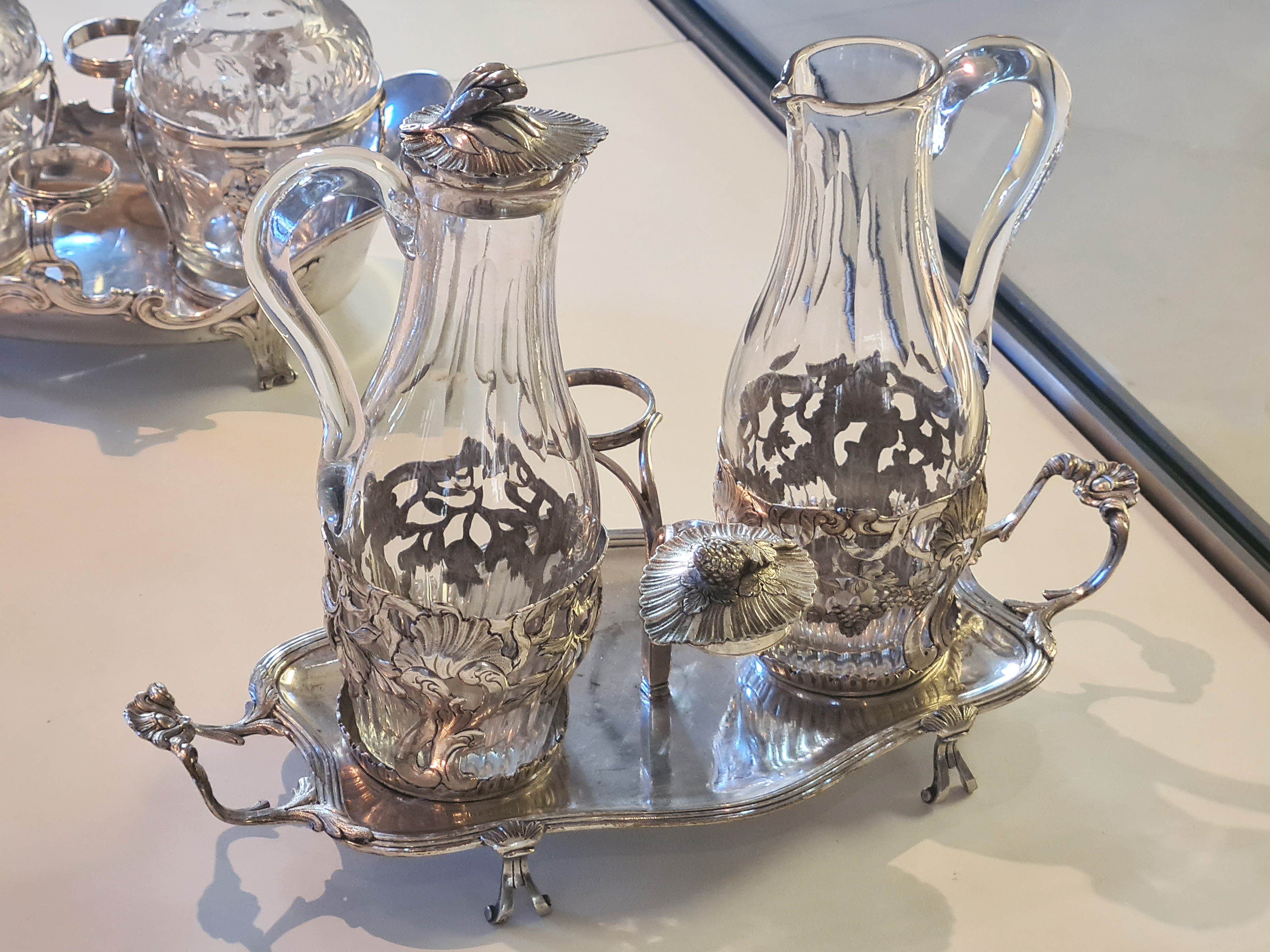
Huilier.

Le musée des Arts décoratifs de Strasbourg détient une œuvre de 1774, l'une des premières pièces exécutées par Horning.
Il s'agit d'un huilier en argent et verre, dont le plateau à bord mouluré et mouvementé est soutenu par quatre pieds en double volute à enroulement intérieur.
Les porte-flacons ajourés sont constitués de volutes et de coquilles rocailles, qui alternent avec des branchages d'olivier ou rameaux de vigne, permettant ainsi de voir le contenu.
La pièce a été montrée dans plusieurs expositions, à Paris en 1926 (Orfèvrerie française civile) et en 1948 (Chefs-d'œuvre de l'art alsacien et de l'art lorrain), également à Strasbourg en 1948 (L'Alsace Française 1648-1948).